# 문래공원
문래공원(文來公園) 또는 문래근린공원은 서울특별시 영등포구 문래동에 있는 영등포구 공립 근린공원이다. 주변에 문래역 1번 출구와 아파트 단지들이 있다. 1961년 5·16 군사 정변 당시 육군 제6관구 사령부가 주둔했던 곳이며 이후 수도군단사령부와 제52보병사단의 최초 주둔지이기도 하였다.
1986년에 개장하였으며 문래동 도심에 녹지와 휴식공간, 운동시설을 갖춘 공원으로 문래동의 유래가 되었던 물레의 조형물이 있으며 공원 동편으로 5·16 군사 정변 당시 육군 소장 시절 박정희의 흉상이 있다. 건너편에 문래예술창작촌이 있다.
이 곳은 원래 1961년 5·16 군사 정변 당시 육군 소장 박정희가 속했던 육군 제6관구 사령부가 주둔했던 곳으로 5·16 군사 정변의 시초지로 불리고 있으며 박정희가 육군 소장 시절 이 곳에서 군사 정변을 논의하였던 곳이라고 하여서 속칭으로 박정희 벙커 또는 5.16 벙커라고도 불린다. 그 당시 군사정변을 비밀리에 논의하였던 지하 벙커가 존재한다. 이후 수도군단사령부가 1975년까지 주둔하였고 1978년에 제52보병사단 사단본부가 이 곳에 주둔했다가 1986년 서울시가 사단과의 합의하에 군지(軍地)에서 해제되어 서울시 공유지로 편입되면서 현재의 문래공원이 조성되어 개장되었다.

## 시설현황
- 운동시설
- 휴식시설(벤치)
- 녹지
- 물레 조형물
- 연못
- 박정희 흉상
- 육군 제6관구 사령부 지하 벙커(박정희 벙커)

## 같이 보기
- 5·16 군사 정변